# Belladonna (actrice pornographique)
 (novembre 2024).
Certains termes anglais peu courants en français devraient être remplacés par des termes français équivalents mieux connus.
Pour les articles homonymes, voir Belladonna.
Belladonna, de son vrai nom Michelle Anne Sinclair, est une actrice, réalisatrice et productrice américaine de films pornographiques. Elle a été récompensée de nombreuses fois au cours de sa carrière.

## Biographie
Belladonna est née le 21 mai 1981 à Biloxi (Mississipi). Elle grandit à Magna (Utah) dans un foyer mormon. Son père est un ancien capitaine de l'U.S. Air Force et un ancien évêque mormon.
Elle est la seconde d'une fratrie de sept et a des ascendants allemands, écossais et Cherokee,.
Elle connaît son premier flirt à l'âge de 12 ans, se fait tatouer pour la première fois à 13 et a un premier rapport sexuel à 14. C'est à 15 ans qu'elle abandonne ses études secondaires et quitte le foyer familial. Elle vit dans l'Utah pendant un certain temps et travaille pour 7-Eleven, Victoria's Secret, Sears et Subway.
Après s'être fiancée à l'acteur pornographique Nacho Vidal, Belladonna épouse Aiden Kelly le 11 avril 2004 à Las Vegas, Nevada. Elle accouche d'une fille prénommée Myla le 11 janvier 2005,. Elle en est très fière et publie des photos de la mère et son enfant sur son site Internet.
Ses centres d'intérêt sont: le yoga, le jardinage, le cinéma, le chant, les jeux vidéo, la pisciculture en aquarium, la cuisine, les voyages et le plein air.
Outre ses nombreux tatouages et piercings, elle est également reconnaissable à son sourire caractérisé par des dents du bonheur.

## Carrière

### L'actrice
Belladonna exerce la profession de stripteaseuse pour une boîte de l'Utah lorsqu'un de ses amis la présente à un chasseur de talents venu lui rendre visite. Belladonna prend l'avion pour Los Angeles dès le lendemain.
L'actrice choisit son pseudonyme en partie du nom d'un ami, Bella, qu'elle a connu pendant son séjour dans l'Utah. Ultérieurement, un agent lui suggère Bella Donna qui signifie belle femme en italien.
Belladonna ne tarde pas à poser dévêtue comme mannequin de charme. Sa motivation est surtout d'ordre financière. C'est un échec. Elle se tourne alors vers le film pornographique. Sa carrière commence en 2000 avec Real Sex Magazine de Bill Whitrock. Elle est âgée de 18 ans et a Chris Cannon pour partenaire. À cette occasion, elle tourne une scène de sodomie et doit uriner sur son partenaire.

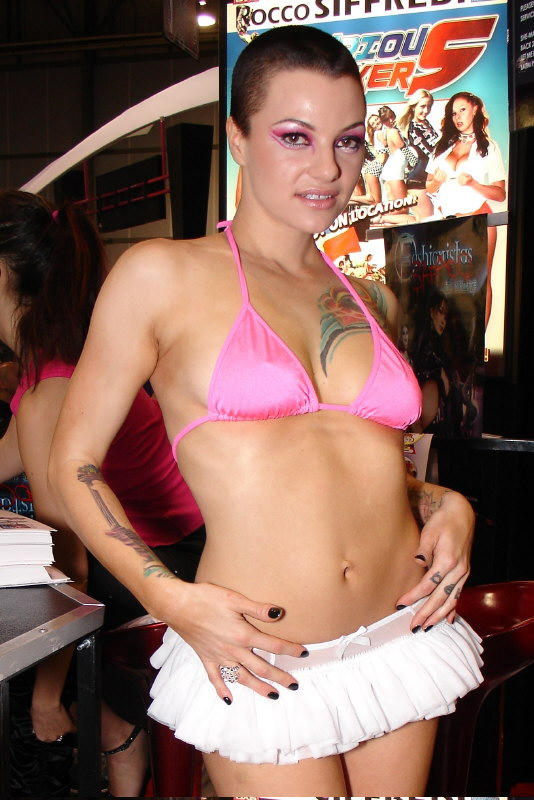
En 2007.

Un des films dont elle est l'interprète à ses débuts montre Sinclair en prison se livrant à une scène de sexe brutale avec douze partenaires. Elle a tourné depuis plus de 250 films pornographiques dont Service Animals 6 & 7, She-Male Domination Nation, Jenna Loves Bella, Back 2 Evil, Weapons of Ass Destruction, et Fashionistas Safado: The Challenge. On peut la voir dans Fashionistas (en), un film BDSM plusieurs fois primé dont le réalisateur John Stagliano la décrit comme :« A woman with the most incredible sexual abilities I’ve ever seen,. »Elle joue aussi dans le style Alt porn.
Outre Stagliano, Belladonna a fréquemment été dirigée par Nacho Vidal, Jules Jordan et Rocco Siffredi. En 2003 elle signe un contrat avec les studios Sinéplex dont elle sera ultérieurement une des réalisatrices.
En juin 2010, elle annonce qu'elle sera une des actrices du film d'horreur intitulé Stripped.

### La réalisatrice
En 2003, Belladonna fait ses débuts de réalisatrice pour Evil Angel avec la vidéo Evil Pink. Elle a depuis réalisé et interprété de nombreuses séries telles que Fetish Fanatic, Dark Meat, No Warning, Odd Jobs, Belladonna's Butthole Whores, Foot Soldiers, Girl Train, Manhandled, Fucking Girls, Evil Pink, Cock Happy et My Ass Is Haunted. Ses réalisations sont, pour la plupart, de la pornographie gonzo.

### Une semi-retraite
Belladonna décide de s'éloigner de la scène en raison d'un herpès génital qui aurait été découvert en 2002 et dont elle craint qu'il ne contamine d'autres personnes. Bien que le diagnostic ait été infirmé par la suite (parlant de simples rougeurs), elle a préféré prendre une semi-retraite,,.
D'après son blog en 2008, Belladonna a repris son activité et a interprété nombre de scènes pornographiques. Elle apparait dans Pirates 2 : La Vengeance de Stagnetti, une production Digital Playground qui a figuré au top des ventes de DVD ainsi que dans PG Porn, un film du réalisateur James Gunn.
Lors d'un entretien journalistique accordé au City Weekly de Salt Lake, Belladonna exprime des regrets au sujet de certains aspects de sa carrière pornographique, en particulier sur sa rapide notoriété due au fait qu'elle interprète des scènes que bien d'autres acteurs qualifient d'extrêmes ou de tabous. Elle apparaît souvent dans des films où la sodomie est le thème principal. En 2010 elle remporte un double award ainsi qu'une première place au podium grâce à des scènes ou elle exécute notamment des doubles pénétrations anales, comme la scène culte où les pénétrants sont Brandon Iron et Lexington Steele. Elle est aussi connue comme détentrice du record de la gorge profonde, arrivant à prendre la totalité du pénis de Lexington Steele dans sa bouche soit près de 30 centimètres en érection.
Belladonna fait partie du trio pornographique composé de Brandon Iron et Julie Night. Elle déplore le manque de conseils venant d'actrices plus expérimentées. Elle avoue avoir traversé une longue période dépressive et s'être adonnée à une forte consommation de marijuana. Lors de cette même interview, l'actrice a insisté sur le fait qu'elle assumait la totalité de ses décisions et qu'elle n'avait jamais été forcée de jouer un rôle.
En 2008, interviewée par la revue Hot Vidéo à l'occasion d'un salon à Los Angeles, elle admet avoir testé beaucoup de choses dans la pornographie gonzo excepté les scènes de bukkake. Elle avoue aussi vouloir se lancer dans la chanson ou la mode vestimentaire "non porno".

### Belladonna Entertainment

Belladonna Entertainment, la société de productions pornographiques de Belladonna.

Belladonna possède maintenant ses propres studios, Belladonna Entertainment, qu'elle gère avec son partenaire et conjoint Aiden Kelly. Elle produit des vidéos sous les marques Belladonna Entertainment et Deadly Nightshade Productions, toutes les deux distribuées par Evil Angel. Sa première réalisation pour Evil Angel s'intitule Evil Pink et paraît en 2003.

### L'affairePrimetime
Sa carrière a été suivie pendant deux ans par une équipe de la chaîne de télévision ABC Television. Le point culminant a été l'entretien avec la journaliste Diane Sawyer en janvier 2003 où elle parle de la pornographie dans le cadre de l'émission Primetime Thursday. Belladonna a fondu en larmes lorsque la journaliste a abordé le fait que l'actrice aurait contracté une MST à Chlamidiæ. La publicité autour de cette affaire a relancé la carrière de Belladonna.

L'interview a depuis été utilisée par les associations anti-pornographie comme un exemple pour leur affirmation que la pornographie est l'exploitation des femmes qui l'interprètent. Belladonna demeure cependant une actrice prolifique dans cette activité et, par la suite clame haut et fort qu'il n'a jamais été question pour elle de faire le procès de la pornographie. Lorsqu'il est demandé si elle avait été contente de la façon dont l'interview s'est déroulée, elle a répondu: 

« I am not happy about Primetime but I would love to see the whole story air one day so everyone can see how much I had to say that was FOR the porn industry. If you know me you know that I LOVED shooting,! »

Plusieurs personnes travaillant dans l'industrie de la pornographie se sont élevées contre ses commentaires lors du programme télévisé si bien que lorsque ABC la recontacte pour donner une suite à l'interview, elle a refusé en disant:

« No thank you. I don't want to be embarrassed again,. »

### Télévision
Belladonna a paru plusieurs fois au cours du programmes de téléréalité Family Business qui s'intéresse à l'acteur/réalisateur de films pornographiques Adam Glasser alias "Seymore Butts". En 2004, elle est l'une des actrices du X à être photographiée par Timothy Greenfield-Sanders pour un beau-livre intitulé XXX: 30 Porn-Star Portraits traitant de l'industrie pornographique. Elle figure également dans le documentaire Thinking XXX de HBO relatant le pourquoi du livre.

## Filmographie
Aujourd'hui, elle est à l'affiche de plus de 300 films pornographiques (y compris les compilations) en tant qu'actrice et 85 films en tant que réalisatrice. Une liste très complète et détaillée peut être consultée ici